# RTON Czarna Góra
RTON Czarna Góra – Radiowo-Telewizyjny Ośrodek Nadawczy z masztem na wysokości 1133 m n.p.m. na stoku Czarnej Góry w Masywie Śnieżnika (Sudety Wschodnie). Zapewnia odbiór programów radiowych i telewizyjnych mieszkańcom większej części ziemi kłodzkiej (województwo dolnośląskie) – niemożliwy jest odbiór m.in. w Kudowie-Zdroju. Zbudowany był w latach 1974-1984, w dużej mierze siłami społecznymi. Wysoki maszt stanowi akcent panoramy gór otaczających Kotlinę Kłodzką. Właścicielem ośrodka jest EmiTel Sp. z o.o.

## Konstrukcja
Wieża antenowa ma 58,3 m wysokości. W jej dolnej części zamontowana jest antena paraboliczna o średnicy 4 m do odbioru sygnału RTV 3,8 GHz z RTCN Ślęża (ok. 68,5 km w linii prostej). Wysokość posadowienia podpory anteny wynosi 1133 m n.p.m. Wysokość zawieszenia systemów antenowych dla radia 37 m n.p.t., dla TV 52 m n.p.t.

## Historia budowy

### Nieudane początki inwestycji
Plany budowy zostały opracowane przez Państwowe Przedsiębiorstwo Stacji Radiowych i Telewizyjnych we Wrocławiu, kierowane wówczas przez inż. Henryka Steinmetza. Dokumentacja projektowa zakładała budowę trzykondygnacyjnego budynku o długości 40 m z przeznaczeniem na stację i część hotelową oraz masztu nadajnika o wysokości 60 m. Celem budowy było zapewnienie retransmisji sygnałów radiowych ze Ślęży i zapewnienie dobrego odbioru mieszkańcom ziemi kłodzkiej.
Pierwsze prace przy budowie ośrodka rozpoczęły się w 1974 r. od poprowadzenia drogi dojazdowej od Przełęczy Puchaczówka przez zachodni stok Czarnej Góry. Półasfaltową drogę rozpoczął Rejon Dróg Publicznych w Kłodzku. Wykonawcą prac budowlanych zostało Kłodzkie Przedsiębiorstwo Budownictwa Ogólnego. Prace posuwały się w ślimaczym tempie – wylano zaledwie fundamenty pod budynek. Nie pomogła zmiana wykonawcy na Wałbrzyski Kombinat Budowlany. Niemoc organizacyjna stała się dyżurnym tematem narzekań. W 1978 r. budowę ośrodka przerwano w związku z ogólnym kryzysem gospodarczym w kraju.

### Huta szkła budowniczym i „wyrzutnia rakiet”
W 1980 r. powstała koncepcja, aby odpowiedzialność za budowanie ośrodka przejęła Huta Szkła Kryształowego „Violetta” w Stroniu Śląskim, będąca najbliższym dużym zakładem przemysłowym, oddalonym od Czarnej Góry o 16 km. Huta przechodziła wówczas okres prosperity, nie miała jednak ani odpowiednich środków technicznych do prowadzenia prac budowlanych, ani odpowiedniego doświadczenia. W październiku 1982 r. na konferencji prasowej rzecznika rządu z okazji Dnia Łącznościowca padły zapewnienia ze strony dyrektora Fajkowskiego o zakończeniu budowy RTON w latach 1984-1985. Do podjęcia się zobowiązania przez HSK „Violetta” namawiał Komitet Wojewódzki PZPR w Wałbrzychu. Na szybkie zakończenie budowy naciskało Ministerstwo Łączności. Ostatecznie po przeprowadzeniu wizji lokalnej w styczniu 1983 r. i naradach w KW PZPR decyzję o podjęciu się prac podjął ówczesny dyrektor huty Kazimierz Drożdż. Jego zastępca ds. rozwoju inż. Ryszard Skawiński osobiście podjął się nadzoru nad całością inwestycji. Kierownikiem budowy był wówczas inż. Alfred Tyka. Rozpoczęcie prac wyznaczono na kwiecień 1983 r., a zakończenie po 24 miesiącach. Huta zdecydowała się partycypować również w kosztach ze względu na ważny interes społeczny.
Po wiosennych roztopach okazało się, że stan budowy jest gorszy niż przypuszczano: droga dojazdowa wykonana była tylko częściowo, prace przy wodociągu nie były nawet zaczęte, a fundamenty wykonane wadliwie trzeba usunąć w całości. Do współpracy został namówiony z-ca dowódcy Śląskiego Okręgu Wojskowego gen. Józef Petruk. Po staraniach ze Świdnicy przerzucono 20-osobowy pluton wojska LWP, który został zakwaterowany na koszt huty w pobliżu budowy RTON. Prace ruszyły przy brakach sprzętowych, opóźnieniach z przekazywaniem funduszy i materiałów budowlanych. Rejon Dróg wznowił budowę drogi, a braki w sprzęcie ratowały beczkowozy z Urzędu Miasta i Gminy Stronie Śląskie oraz ciągnik i wóz strażacki z huty. Z braku prądu i z powodu trudnych warunków terenowych prace przy wykopach pod kabel energetyczny wykonywali ręcznie żołnierze. Ręcznie skuwano również stary fundament. Warunki transportu przy nachyleniu drogi do 45° były skrajnie niebezpieczne, a utrudnienia stwarzały incydentalne dezercje żołnierzy oraz kradzieże ze strony miejscowych. Prace posuwały się mimo trudności do października. Budowanie w miesiącach zimowych na tej wysokości było niemożliwe.
Wiosną 1984 roku rozpoczęto ostatni etap prac budowlanych. Dostarczono pierwszy agregat, ukończono podłączenie zasilania w wodę i energię elektryczną. Mostostal z Wrocławia wykonał zwózkę i montaż stalowych elementów konstrukcyjnych masztu. Wśród okolicznych mieszkańców zaczęła wtedy krążyć plotka, jakoby na Czarnej Górze budowano wyrzutnię dla rakiet balistycznych Układu Warszawskiego. Na osobach postronnych musiały wywrzeć duże wrażenie, transportowane publicznymi drogami, dużej średnicy rury będące elementami osłony antenowej, a obecność wojska przy budowie i stan wojenny rozbudzały wyobraźnię. Oficjalnie budowę RTON Czarna Góra udało się zakończyć w 21 miesięcy od chwili wznowienia prac. Koszty bezpośrednie tego etapu prac oszacowano na 40 milionów złotych (PLZ). Główni inżynierowie ostatniego etapu budowy: Ryszard Skawiński i Alfred Tyka zostali odznaczeni Krzyżem Kawalerskim Orderu Odrodzenia Polski, a Henryk Steinmetz nadzorujący budowę przez 10 lat – wyższej klasy Krzyżem Komandorskim.

### Rozruch ośrodka

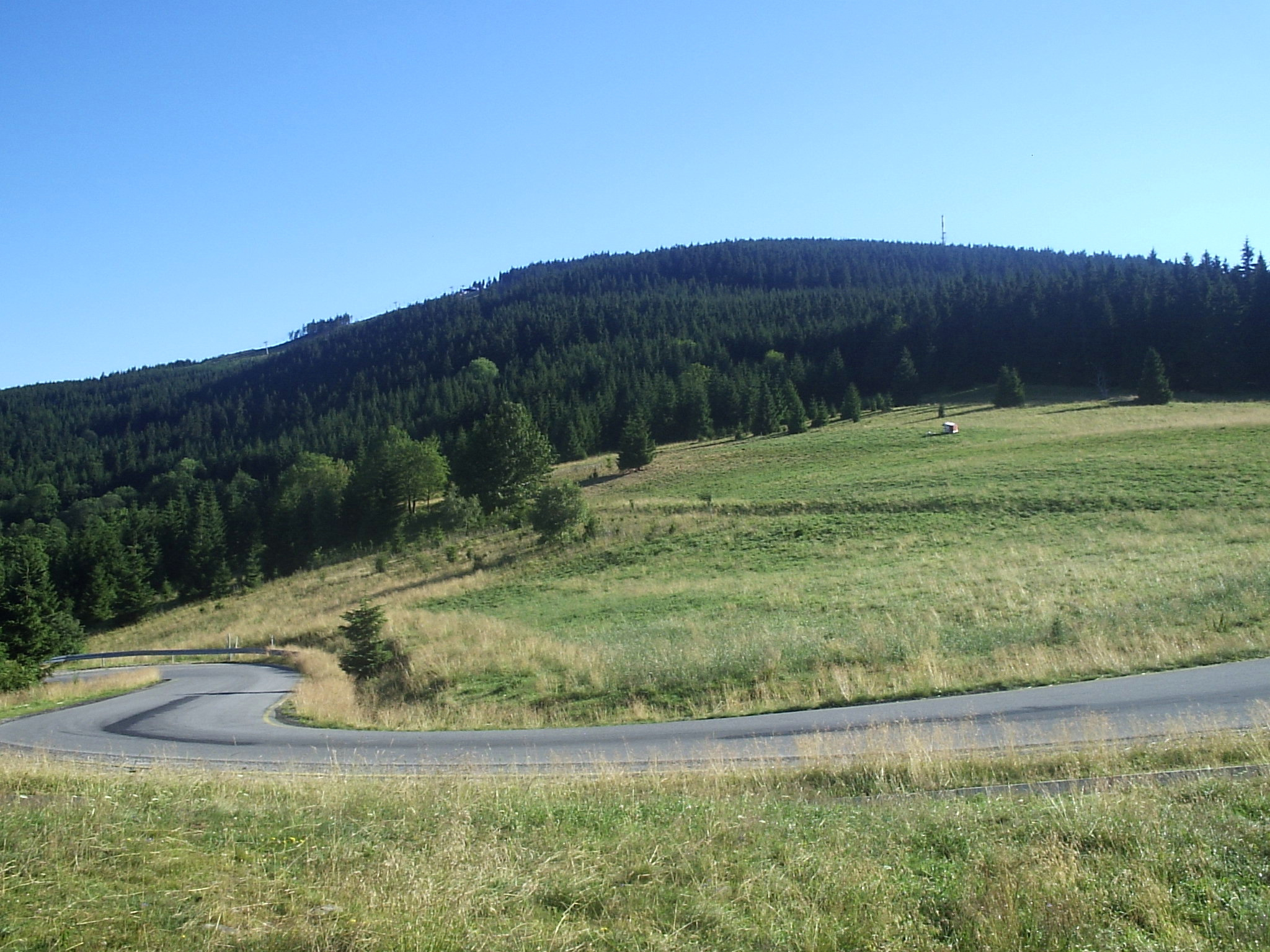
Wieża anteny widziana z Przełęczy Puchaczówka

Pierwsza obsługa ośrodka zamieszkała w budynkach pomocniczych w 1985 r. wykonując prace instalacyjne. Warunki bytowe personelu były złe. W nocy z 11 na 12 lutego 1986 r. jeden z pracowników zamarzł podczas zamieci śnieżnej w drodze z pobliskiego Idzikowa, drugi doszedł do zdrowia po długotrwałym leczeniu, również psychiatrycznym. Dopiero po tym zdarzeniu zdecydowano się na wyposażenie ośrodka we własny ratrak. Ośrodek nadal jednak borykał się z zamarzającym wodociągiem i słabym generatorem awaryjnym, który nie był w stanie jednocześnie ogrzewać pomieszczeń i zasilać urządzeń.
Ostatecznie RTON Czarna Góra rozpoczęła pracę w 1986 r. Latem tego roku uruchomiono nadawanie obrazu kontrolnego – codziennie z wyjątkiem niedziel w godzinach między 22:00 a początkiem porannego programu TVP2. Na koniec września przewidywano pełne uruchomienie. Faktycznie emisja sygnałów dwóch programów telewizyjnych rozpoczęła się 8 października tego roku: program I na kanale 52 (wizja 719,25 MHz, fonia 725,75 MHz), a program II na kanale 32 (wizja 607,25 MHz, fonia 613,75 MHz). Po kilku dniach ruszyło również nadawanie programów Polskiego Radia na falach ultrakrótkich.
Od lat 90. XX w. z Czarnej Góry emitowany jest również sygnał telefonii komórkowych (w 1997 r. pierwszy Centertel).
12 lipca 2011 rozpoczęto emisję drugiego, 4 maja 2012 pierwszego, a 23 kwietnia 2013 trzeciego multipleksu w ramach naziemnej telewizji cyfrowej. Emisja telewizji analogowej została zakończona 23 kwietnia 2013.

## Transmitowane sygnały

### Programy telewizyjne – cyfrowe
| Nazwa multipleksu | Częstotliwość   | Kanał | Moc nadajnika | Polaryzacja | Kompresja  |
| ----------------- | --------------- | ----- | ------------- | ----------- | ---------- |
| MUX 1             | 746 MHz 674 MHz | 55 46 | 50 kW         | pozioma     | HEVC       |
| MUX 2             | 770 MHz 570 MHz | 58 33 | 50 kW         | pozioma     | HEVC       |
| MUX 3             | 506 MHz         | 25    | 50 kW         | pozioma     | MPEG-4     |
| MUX 8             | 184,50 MHz      | 6     | 0,5 kW        | pionowa     | MPEG-4 AVC |
| MUX 6             | 602 MHz         | 37    | 19,95 kW      | pozioma     | HEVC       |

### Programy radiowe
| LP | Program                   | Właściciel                                                              | Częstotliwość | Moc nadajnika | Polaryzacja |
| -- | ------------------------- | ----------------------------------------------------------------------- | ------------- | ------------- | ----------- |
| 1  | Polskie Radio Program III | Polskie Radio S.A.                                                      | 89,20 MHz     | 10 kW         | pozioma     |
| 2  | Polskie Radio Wrocław     | Polskie Radio – Regionalna Rozgłośnia we Wrocławiu "Radio Wrocław" S.A. | 96,00 MHz     | 10 kW         | pozioma     |
| 3  | Polskie Radio Program I   | Polskie Radio S.A.                                                      | 97,60 MHz     | 10 kW         | pozioma     |
| 4  | RMF FM                    | Radio Muzyka Fakty Sp. z o.o.                                           | 101,60 MHz    | 10 kW         | pozioma     |
| 5  | Radio Zet                 | Radio Zet Sp. z o.o.                                                    | 103,80 MHz    | 10 kW         | pozioma     |
| 6  | Radio Maryja              | Prowincja Warszawska Zgromadzenia O.O. Redemptorystów                   | 106,30 MHz    | 5 kW          | pozioma     |

## Nienadawane analogowe programy telewizyjne
| LP | Program | Właściciel            | Częstotliwość | Kanał | Moc nadajnika | Polaryzacja | Data wyłączenia nadajnika |
| -- | ------- | --------------------- | ------------- | ----- | ------------- | ----------- | ------------------------- |
| 1  | TVP1    | Telewizja Polska S.A. | 719,25 MHz    | 52    | 100 kW        | pozioma     | 23 kwietnia 2013          |
| 2  | TVP2    | Telewizja Polska S.A. | 607,25 MHz    | 38    | 300 kW        | pozioma     | 23 kwietnia 2013          |
| 3  | Polsat  | Telewizja Polsat S.A. | 471,25 MHz    | 21    | 100 kW        | pozioma     | 23 kwietnia 2013          |